# Hammer Series
Les Hammer Series són una competició ciclista, del calendari de l'UCI Europa Tour, que premia el millor equip. Es disputa en tres proves on es busca la millor formació en una etapa de muntanya, en esprint i en contrarellotge per equips. La classificació final es decideix amb els punts aconseguits en les tres curses.
La primera edició es disputà el 2017 als Països Baixos, però la intenció es que no tingui una seu fixa, i que cada any es corri en un país diferent..

## Palmarès
| Any  | Data          | Lloc                   | Classe UCI | Curses                | Curses                | Curses                    | Vencedor de la cursa  | Vencedor final   |
| Any  | Data          | Lloc                   | Classe UCI | Muntanya              | Esprint               | Contrarellotge per equips | Vencedor de la cursa  | Vencedor final   |
| ---- | ------------- | ---------------------- | ---------- | --------------------- | --------------------- | ------------------------- | --------------------- | ---------------- |
| 2017 | 2-4 juny      | Vaals i Sittard-Geleen | 2.1        | Movistar              | Trek-Segafredo        | Sunweb                    | Sky                   | Sky              |
| 2018 | 25-27 maig    | Stavanger i Sandnes    | 2.1        | Mitchelton-Scott      | Mitchelton-Scott      | Mitchelton-Scott          | Mitchelton-Scott      | Mitchelton-Scott |
| 2018 | 1-3 juny      | Vaals i Sittard-Geleen | 2.1        | Bahrain-Merida        | Mitchelton-Scott      | Mitchelton-Scott          | Quick-Step Floors     | Mitchelton-Scott |
| 2018 | 14 octubre    | Hong Kong              | 1.1        | no organitzat         | Mitchelton-Scott      | Sunweb                    | Mitchelton-Scott      | Mitchelton-Scott |
| 2019 | 24-26 mai     | Stavanger              | 2.1        | Jumbo-Visma           | Deceuninck-Quick Step | CCC                       | Jumbo-Visma           |                  |
| 2019 | 7-9 juin      | Vaals i Sittard-Geleen | 2.1        | Deceuninck-Quick Step | Deceuninck-Quick Step | Deceuninck-Quick Step     | Deceuninck-Quick Step |                  |
| 2019 | 12-13 octobre | Hong Kong              | 1.1        | no organitzat         |                       |                           |                       |                  |